# Blenden (Band)
Blenden ist eine deutsche Punk-Band aus Köln.

## Geschichte
Gegründet hat sich die Band 2017. Im Jahr 2018 erschien eine selbstbetitelte EP, der 2019 ein Longplayer mit gut 40 Minuten Spielzeit folgte. Vorab wurde mit Konflikt ein Song ausgekoppelt, zu dem auch ein Video gedreht wurde. Aufgenommen wurde das Album im Februar 2019 bei Kurt Ebelhäuser im Studio 45.
Der Bassist hat früher einmal bei Der dicke Polizist gespielt.

## Stil
Zum Debütalbum schrieb Wolfram Hanke vom Ox-Fanzine, dass die Texte in „geradlinigem, poppigem, gitarrenbetriebenem Punkrock“ verpackt seien. Zur EP hieß es zuvor, die Band setze auf „deutschen Indie-Punk, der sehr poppig angehaucht“ sei. Als Referenz wurde „Turbostaat mit etwas fröhlicherer Musik und bildlicheren Texten“ genannt.

## Diskografie
- 2018: Blenden (EP; Last Exit Music, Retter des Rock Records)
- 2019: In den Wirren einer Nacht (Hulk Räckorz)